# OSI Ford 20M TS Coupé
La OSI Ford 20 M TS Coupé est un modèle d'automobile de type coupé conçu et produit sur la base mécanique de la Ford Taunus 20 M TS par la société italienne OSI et commercialisé dans le réseau de la filiale allemande du constructeur américain Ford en 1967 et 1968.

## Histoire

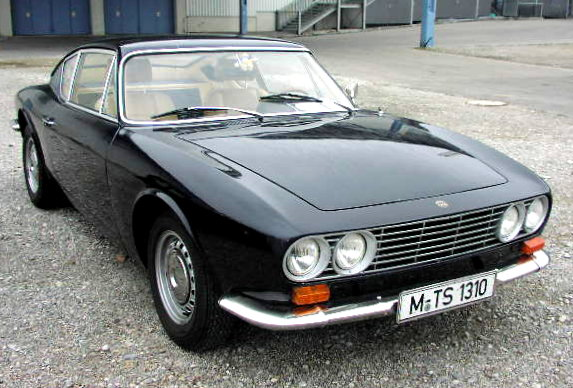
OSI Ford 20 M TS Coupé.

En 1965, sous la pression des constructeurs européens, anglais et italiens notamment, qui proposaient plusieurs modèles coupé sportifs dont les volumes de ventes sans être exceptionnels n'en étaient pas moins significatifs ne serait-ce qu'au niveau de l'image, Ford Europe décide de mettre à l'étude un vrai coupé novateur. En effet, les seules voitures appelées coupé par la filiale du constructeur américain étaient les versions raccourcies à deux portes de ses berlines. Mais les délais pour mettre en chantier un nouveau modèle chez le constructeur était très longs. La décision de lancer la future Capri avait été prise en 1959 mais personne n'avait encore pu voir le premier prototype six ans plus tard. Le modèle était encore au stade de l'esquisse.
Il était donc urgent, voire vital pour Ford de trouver une solution, même temporaire. La solution vint avec l'accord signé avec OSI, qui mettait au point la future OSI Ford Anglia Torino qui allait être lancée au Salon de l'automobile de Turin à l'automne 1965. La mission confiée à OSI était de concevoir et de fabriquer, à partir du châssis de la Taunus 20M, un coupé à l'italienne pour servir le marché allemand en priorité.
Il faudra moins de dix mois à OSI pour concevoir le nouveau modèle et réaliser le premier exemplaire prototype. La ligne est signée Sergio Sartorelli à qui l'on doit la Fiat 2300 Coupé et de nombreux modèles signés Karmann-Ghia. Le modèle sera présenté officiellement sur le stand Ford au Salon de l'automobile de Genève en mars 1966.
La production du modèle s'arrêta en fin d'année 1968 après que 2 200 exemplaires furent fabriqués par OSI (chiffre OSI) ou que 3 500 exemplaires ont été vendus par Ford (chiffres Ford) ?. 

### La version spider
Encouragé par le succès obtenu avec son coupé, OSI présenta au Salon de l'automobile de Turin en novembre 1967, la version spider. La direction de Ford apprécia mais ne donna pas suite au projet ne voulant pas détourner la clientèle de la future Capri qui verra le jour un an et demi plus tard, au Salon de l'automobile de Bruxelles en janvier 1969.